# 自動ピアノ

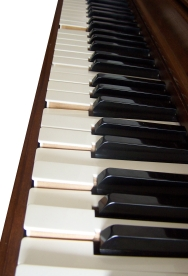
演奏中の自動ピアノ

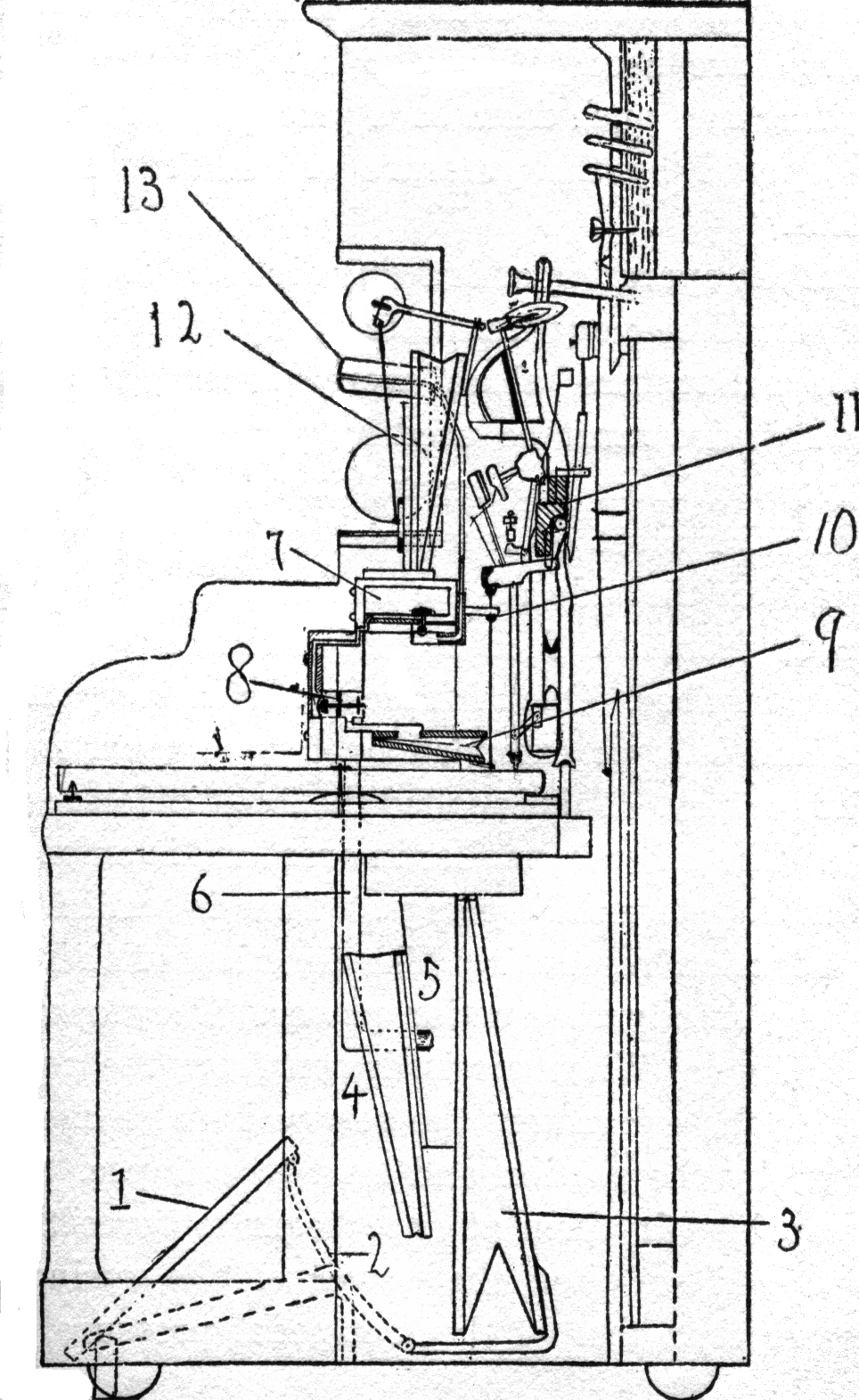
自動ピアノの仕組み

自動ピアノ（じどうピアノ）は、巻紙（ピアノロール）に記録された楽譜を読み取り、空気の力で自動的に演奏するピアノ。

## 自動ピアノの起源
ひとりでに演奏する楽器を作ろうという発想は何世紀も前からあった。
14世紀から15世紀にはフルートや鳥の声を出すおもちゃがヨーロッパで作られたものの、王侯貴族の間で親しまれる程度にとどまった。
18世紀末にはスイスのブラックフォレスト地方にて時計の制作技術が確立されたことに伴い、自動演奏装置を作る者もあらわれるようになり、円筒形のシリンダを回転させるオルゴールが誕生したほか、ドイツでは円盤を交換するタイプのミュージックボックスが誕生する。やがて、オルガンのパイプを採用した「オルガン時計」やオーケストリオンといった自動演奏装置も次々と生まれた。19世紀後半の時点における自動ピアノは、大きな円筒にピンを立て、回転させることでピアノのハンマーを直接叩くという仕組みがとられていた。
ピアノという楽器は、演奏する際、さまざまな強さの力で鍵盤が弦を叩く必要のある複雑なものだった。可変的な打撃力と自由な演奏継続時間をうまく合わせた自動演奏装置を作るのはたやすいことではないとわかった。シリンダは打つのではなく、相対的にやさしく変化する音を奏でる。初期の手回しピアノは演奏者がハンドルを回し続けることでハンマーが行き来して音を奏でたが、シリンダのピンが少しでも前へ行かない限り、ハンマーが弦を叩かず、ピンが去るまでハンマーは弦を叩き続けた。結果として音楽は奏でられるが、その音は人間が演奏するものとは違うトレモロと人工的なダイナミックさがあった。音の継続期間や弦のたたき具合などといった様々な問題点を少しずつ解決していったことで、自動ピアノはより良いものへと進化していった。
空気式の自動演奏装置による自動ピアノの進化は1840年代に加速し始め、1870年代からは、いくつか目立った装置が姿を現し始めた。
自動演奏時代の幕開けを象徴するものは、1876年にアメリカ合衆国のフィラデルフィアで開かれたフィラデルフィア万国博覧会だとされており、会場には自動ピアノを発達させる要素を兼ねそろえたピアニスタを含む多くの自動ピアノが公開された。
記録に残っている、最も古い巻紙を使った自動ピアノは、1842年に作られた Claude Seytre's Frenchであるとされている。自動演奏ピアノを作ろうという考えは堅実だったが、巻紙を読み取らせてピアノを演奏させようという試みは実用的でないとされた。
1847年、アレクサンダー・ベインは、巻紙を使った装置を、リードに空気を流して音を出すリードオルガンのような“トラベリング・バルブ”と評した。この仕組みを使う単純なリードオルガンやパイプオルガンは現在でも作られている。しかし、空気で動かすという方法は、ピアノには不向きだった。1848年、イングランドのチャールズ・ドーソンは、より複雑な“トラベリング・バルブ”について記録した。
1849年、アメリカ合衆国のHunt & Bradishが、細長いばねで、巻紙を読み取る装置を記録した。そのばねは、ピアノを直接演奏できるほど強かった。この装置は巻紙に全体の重さを伝えるため、紙はすぐボロボロになり、巻紙は鍵盤と同じ広さでなければならなかった。
1851年、イングランドのPapeは、紙にかかる力を軽減するために、読み取るばねを軽くしたり、演奏装置、つまり増幅装置をより頑丈なものにする特許をとった。
世界初の本格的な自動演奏装置は1863年にできたForneauxである。この自動ピアノは伝統的なシリンダを用いていたが、演奏するために送風装置に空気を送っていた。
1871年、穴のあいたボール紙でできた本状のものがシリンダ代わりに使われたが、それでも未だにばね式のものがあった。このタイプは大量製造され始め、世界初の実用的な自動ピアノとされている。なお、この装置は1876年にフィラデルフィアで展示された。
1867年にVan Dusenがアメリカ合衆国でとった特許は、世界初のロールで動く空気式の演奏装置だった。なお、この装置はJohn McTammanyのものを参考にしたとされている。
1873年、Schmoele兄弟がとった特許は電気でロールを読み取り、空気式の装置を電磁石で動かす空気式増幅装置の働きをする“ダブル・バルブシステム”というもので、これもフィラデルフィアで展示された。いくらか改良を加えられた、ロールを読み取る空気式の自動ピアノは20年後には最後の自動ピアノとなってしまうが、彼らにはこれといった利益にもならなかった。
1876年、John McTammanyは、小さな力で演奏装置を動かす細長い巻紙を読み取る方式の自動ピアノをフィラデルフィアで展示した。これはリードオルガンを演奏した。McTammanyは、1860年代半ばから実験を続けた結果、初期の自動ピアノ業界に名を残す人物となった。なお、彼は自分のことを“自動ピアノ”ではなく、“演奏装置”の発明家だとしていた。
1876年、フィラデルフィアで自動ピアノが最後に求める要素を備えた3台のピアノが展示された。しかし、これらの側面がすべて結合するには20年かかった。驚くべきことにその失われた要素というのは、空気式の読み取り装置だった。これは装置を動かす部分に空気を送るためにあるべきだった、機密で融通のきくちゃんとした機械がなかったためだったと考えられた。
1877年にトーマス・エジソンは鑞管式蓄音機を発明するものの、音質が悪く、ピアノの演奏の収録には不向きだった。そのため、ピアニストたちは自分たちの演奏を自動ピアノに残そうとしており、紙ロールに自筆のサインを残した者もいた。
1920年代以降は蓄音機やラジオ放送が一般家庭に普及し、演奏装置としての自動ピアノの人気は次第に低下していった。

## 現代の自動ピアノ
近年の録音できるピアノの進歩は、巻紙ではなく録音したり繰り返し再生のできる磁気式のテープやフロッピーディスクによってなされてきた。ベーゼンドルファー製のものは、コンピュータ制御によって繰り返し再生がしやすくなっている。
現代の自動ピアノのほとんどは、コンピュータと連動した働きをするためにMIDIが使われている。多くの自動ピアノはMIDIファイルの録音・再生だけでなく、フロッピーディスクやCD-ROM（またはその両方）にコピーできる装置やコンピュータがピアノにより複雑な命令を送ることを可能にするMIDIインターフェースがついている。MIDIファイルは、ピアノ内部のキーアクションに取り付けられた機械的な小さなピストンを電気で動かすことのできるソレノイドという電磁式の装置を動かすことができる。昔のピアノ・ロールから転換された音楽を含むMIDIファイルはインターネットで購入することができる。
2006年、ピアノディスクやピアノメーションといったピアノ転換キットが発売され、このキットを使うと、普通のピアノをコンピュータ制御の自動ピアノにすることができる。通常、ピアノの鍵盤にこれらのパーツを取り付けるには、ピアノの底を切って開ける作業も必要になるが、Logos Foundation製のパーツは、外部から取り付けることができ、持ち運びが可能である。

## 他の電気式、電子式ピアノとの違い
自動ピアノは、通常のピアノ（アコースティックピアノ）と全く同じ原理で音をならす（物理的にハンマーが弦を叩くことによって音を出す）。電子ピアノのように発信器や電子回路を使ったり、エレクトリックピアノのように内部の振動をピックアップし増幅することはしていない。